# Temístocles Machado
Temístocles Machado ´Don Temis´ (Bagadó, Chocó, 1958-Buenaventura, 2018) fue un líder social y defensor de los derechos de la población afrodescendiente. Fue reconocido como uno de los promotores del paro cívico de Buenaventura y durante años luchó por el derecho de su comunidad al territorio.

## Biografía
Temístocles Machado nació en 1958 en Bagadó, Chocó. Era el cuarto de nueve hijos. En la década del 60 llegó desde Chocó a Buenaventura con su familia. Su papá, Juan Evangelista Machado, fue uno de los primeros pobladores de lo que hoy se conoce como los barrios Oriente e Isla La Paz, en la Comuna 6 de Buenaventura, en la vía Alterna.
Don Temis, como lo llamaban en Buenaventura, trabajó durante 17 años en la empresa del acueducto pero en 2010 fue despedido. Luego, compró un parqueadero en la isla La Paz.

## Despojos de tierras
Con la construcción de la vía Alterna-Interna en 2006 para el paso de las tractomulas con las cargas que llegan al puerto de Buenaventura se instalaron bodegas de contenedores a lo largo de esta carretera.
Pero la llegada de los proyectos portuarios trajo consigo una serie de denuncias de la comunidad, que alegaba intentos de despojo en sus territorios.
Entre esos proyectos de expansión se encuentra el Terminal de Contenedores de Buenaventura, TCBUEN, que había sido señalada por la comunidad en barrios como Isla de la Paz, La Inmaculada y Santa Cruz por la contaminación ambiental, el deterioro en su calidad de vida, de la proliferación de enfermedades principalmente en niños y niñas, y de utilizar mecanismos de despojo.
Contra este despojo luchó Temístocles Machado, quien con el apoyo del Proceso de Comunidades Negras (PCN) organizó mingas y ollas comunitarias, en las que los habitantes de esta zona protestaron contra los intentos de despojo.
Durante años, Machado recopiló un archivo documental sobre los intentos de despojo y acerca de la historia del barrio Isla de la Paz, que entregó al Centro de Memoria Histórica en 2015. Se trató de 90.000 folios en 94 carpetas.
En 2014, Buenaventura tenía altos niveles de violencia, por lo que líderes sociales de la ciudad convocaron a una marcha contra la violencia, en la que decenas de personas vestidas de blanco recorrieron las calles exigiendo que el Gobierno pusiera sus ojos en la ciudad.
Esa marcha, en la que participó Don Temis, se convirtió en el embrión del Paro Cívico, en que se logró paralizar el puerto en mayo de 2017.

## Asesinato
Don Temis había denunciado constantemente amenazas contra su vida por su lucha por el territorio y su posición frente a la expansión portuaria en La Isla de la Paz.
En 2006, el Gobierno le asignó un esquema de seguridad, pero este le fue retirado al año siguiente. 
Aunque el gobierno asegura que el líder desistió de los estudios de riesgo para determinar un esquema de seguridad, la Iglesia católica rechazó estas afirmaciones, pues, según el sacerdote Jhon Reina, coordinador de la Pastoral Social, las medidas ofrecidas por la UNP no representan ni garantizan la protección para los líderes.
El sábado 27 de enero de 2018, el líder cívico fue asesinado por dos sicarios que le propinaron dos disparos cuando se encontraba en el barrio La Paz.
Tras el homicidio del líder, la Fiscalía anunció que se priorizaría esta investigación.

## Investigación
El 23 de marzo de 2018 las autoridades capturaron a alias 'El Costeño', ‘Samir’ y 'Danny', relacionados con el asesinato de Machado. La Fiscalía les imputó cargos por los delitos de homicidio agravado y concierto para delinquir.
En agosto de ese año, la Fiscalía anunció la captura de Carlos Arturo Andrade Machado, sobrino de Don Temis, y Juan José Mosquera Gómez, profesor y funcionario de la alcaldía de Buenaventura, como los supuestos autores intelectuales.
En abril de 2019 se dio la primera condena por el caso. Un juez de Buga condenó a 17 años de prisión a Jorge Luis Jaramillo Valencia, 'Costeño', sicario que asesinó al líder social de Buenaventura. Jaramillo, integrante de la banda Local, había aceptado su participación en el crimen.
En octubre del 2019, la Fiscalía anunció la captura de Diego Fernando Bustamante Riascos, alias ‘Optra’, presunto integrante de la banda La Local, señalado de ordenar el crimen.